# Kilmeage
Kilmeage (iriska: Cill Maodhóg) är en ort i republiken Irland.   Den ligger i grevskapet Kildare och provinsen Leinster, i den centrala delen av landet, 40 km väster om huvudstaden Dublin. Kilmeage ligger 116 meter över havet och antalet invånare är 997.
Terrängen runt Kilmeage är huvudsakligen platt. Kilmeage ligger uppe på en höjd.Runt Kilmeage är det ganska tätbefolkat, med 65 invånare per kvadratkilometer. Närmaste större samhälle är Droichead Nua, 8,3 km söder om Kilmeage. Trakten runt Kilmeage består i huvudsak av gräsmarker.